# 赤い衝撃 (曲)
「赤い衝撃」（あかいしょうげき）は、1976年11月21日に発売された山口百恵の15枚目のシングル。CBS・ソニーより発売された。

## 概要
表題曲「赤い衝撃」、B面曲「走れ風と共に」ともに、山口百恵と三浦友和が共演しTBS系列で放送されたドラマ『赤い衝撃』のテーマソングとして使用された。
前作、前々作とオリコン1位を獲得していたが、今作はオリコン最高3位と、3作品連続のオリコン1位獲得とはならなかった。
ジャケットの写真はTBS番組宣伝課の提供による。百恵のシングルは「横須賀ストーリー」を除いて、デビュー曲の「としごろ」から、毎回千家和也が作詞を担当していたが、千家の作品は今作が最後となった（その後百恵のシングルは阿木燿子・宇崎竜童夫妻コンビの作品がメインとなる）。

## 収録曲
| 全作詞: 千家和也、全作曲: 佐瀬寿一、全編曲: 馬飼野康二。 |                                     |          |            |
| #                                                        | タイトル                            | 作詞     | 作曲・編曲 |
| 1.                                                       | 「赤い衝撃」(TBS系同名ドラマ主題歌) | 千家和也 | 佐瀬寿一   |
| 2.                                                       | 「走れ風と共に」                    | 千家和也 | 佐瀬寿一   |

## 品番
- 1976年11月21日 - EP: 06SH 90（シングル）

## 関連シングル
- 1979年9月21日 - EP: 06SH 592（「GOLDEN SINGLE」 片面: 初恋草紙）
- 1989年3月21日 - 8cmCD: 10EH 3180（「Platinum Single SERIES」 C/W: 初恋草紙）
- 2006年1月18日 - 8cmCD: オリジナル・カラオケ（「MOMOE LIVE PREMIUM」）

## 関連作品
- 赤い衝撃
  - パールカラーにゆれて
  - 33 SINGLES MOMOE
  - 百恵・アクトレス伝説
  - 山口百惠ベスト・コレクション〜横須賀ストーリー〜
  - 百惠辞典
  - ベスト・セレクション Vol.1
  - GOLDEN☆BEST 山口百恵 PLAYBACK MOMOE part2
  - MOMOE PREMIUM
  - 赤いシリーズ シングル・コレクション
  - 山口百恵ベスト・コレクション VOL.1
  - Complete MOMOE PREMIUM
  - コンプリート百恵伝説
  - GOLDEN☆BEST 山口百恵 コンプリート・シングルコレクション

- 走れ風と共に
  - パールカラーにゆれて
  - 百惠辞典
  - 赤いシリーズ シングル・コレクション
  - MOMOE PREMIUM
  - Complete MOMOE PREMIUM
  - コンプリート百恵伝説